# Cheiroplatys inconspicuus
Cheiroplatys inconspicuus är en skalbaggsart som beskrevs av Macleay 1887. Cheiroplatys inconspicuus ingår i släktet Cheiroplatys och familjen Dynastidae. Inga underarter finns listade i Catalogue of Life.